# Philip Shouse
Philip Shouse (Macon, 16 agosto 1966) è un chitarrista e compositore statunitense, conosciuto prevalentemente per essere membro della band heavy metal Accept, e per la sua attività di turnista.

## Biografia
Shouse è nato a Macon, in Georgia, sin da bambino si interessò alla musica mentre ascoltava gli album di suo fratello maggiore, tra cui gli Aerosmith. L'album di debutto dei Van Halen gli diede la spinta per suonare la chitarra. Nel 2004 si è trasferito a Nashville, dove ha collaborato con Bo Bice, futuro cantante dei Blood, Sweat & Tears. Negli anni successivi ha suonato la chitarra negli album di Gene Simmons e Ace Frehley.
Shouse ha suonato la chitarra al concerto speciale "Night to Remember" degli Accept il 3 agosto 2017 al festival Wacken Open Air in Germania. Nel 2019 si unisce alla band heavy metal Accept, come terzo chitarrista. Too Mean to Die, pubblicato nel 2021, è il primo album in studio del gruppo in cui è presente Shouse.

## Discografia

### Solista
- 2004 – Jetboys of Babilon

### Accept
- 2021 – Too Mean to Die

### Con gli Stateside
- 2004 – Phonograph

### Collaborazioni
- 2001 – And So It Burns - Imagica
- 2003 – Beyond Earth - Oratory
- 2009 – Demolition Mission - Cowboy Troy
- 2009 – Sun Rockabilly Meltown - Gene Simmonds
- 2013 – Swedish Empire Live - Sabaton
- 2013 – Tate Stevens - Tate Stephens
- 2016 – Origins, Vol. 1 - Ace Frehley
- 2018 – Spaceman - Ace Frehley
- 2020 – Origins, Vol. 2 - Ace Frehley